# Germano (football, 1932)
Pour les articles homonymes, voir Germano.
Germano de Figueiredo ou Germano (né le 23 décembre 1932 à Alcântara et mort le 14 juillet 2004) est un footballeur international portugais qui évoluait au poste de défenseur central.

## Biographie

### En club
Il dispute près de 200 matchs en première division portugaise, inscrivant une vingtaine de buts. Il inscrit neuf buts lors de la saison 1955-1956, ce qui constitue sa meilleure performance. Il remporte quatre titres de champion avec le Benfica.
Avec le Benfica, il dispute également trois finales de Coupe d'Europe des clubs champions, en 1961, 1962 et enfin 1965. En 1961, il s'impose face au FC Barcelone. En 1962, il l'emporte face au Real Madrid. En revanche, en 1965, il s'incline face à l'Inter Milan. Germano dispute un total de 29 matchs en Coupe d'Europe des clubs champions.

### En équipe nationale
Germano reçoit 24 sélections en équipe du Portugal entre 1953 et 1966, sans inscrire de but.
Il joue son premier match en équipe nationale le 29 novembre 1953, contre l'Autriche. Ce match nul et vierge disputé à Oeiras rentre dans le cadre des éliminatoires du mondial 1954.
A neuf reprises, il est capitaine de la sélection portugaise. Il participe à la Coupe du monde 1966 organisé en Angleterre. Lors de cette compétition, il ne joue qu'un seul match, contre la Hongrie. En effet, une blessure contractée lors de cette rencontre l'empêche de disputer la suite du tournoi.

## Carrière
| Saison    | Club              | Division | Matches | Buts |
| --------- | ----------------- | -------- | ------- | ---- |
| 1951-1952 | Atlético Portugal | I        | 10      | 0    |
| 1952-1953 | Atlético Portugal | I        | 26      | 2    |
| 1953-1954 | Atlético Portugal | I        | 20      | 0    |
| 1954-1955 | Atlético Portugal | I        | 23      | 2    |
| 1955-1956 | Atlético Portugal | I        | 12      | 9    |
| 1956-1957 | Atlético Portugal | I        | nc      | nc   |
| 1957-1958 | Atlético Portugal | II       | nc      | nc   |
| 1958-1959 | Atlético Portugal | II       | nc      | nc   |
| 1959-1960 | Atlético Portugal | I        | 24      | 3    |
| 1960-1961 | Benfica Lisbonne  | I        | 23      | 2    |
| 1961-1962 | Benfica Lisbonne  | I        | 13      | 2    |
| 1962-1963 | Benfica Lisbonne  | I        | 2       | 0    |
| 1963-1964 | Benfica Lisbonne  | I        | 5       | 0    |
| 1964-1965 | Benfica Lisbonne  | I        | 15      | 0    |
| 1965-1966 | Benfica Lisbonne  | I        | 17      | 0    |
| 1966-1967 | SC Salgueiros     | II       | nc      | nc   |

## Palmarès
- Vainqueur de la Coupe d'Europe des clubs champions en 1961 et 1962 avec le Benfica Lisbonne
- Finaliste de la Coupe d'Europe des clubs champions en 1965 avec le Benfica Lisbonne
- Champion du Portugal en 1961, 1963, 1964 et 1965 avec le Benfica Lisbonne
- Vice-champion du Portugal en 1966 avec le Benfica Lisbonne
- Vainqueur de la Coupe du Portugal en 1962 et 1964 avec le Benfica Lisbonne
- Finaliste de la Coupe du Portugal en 1965 avec le Benfica Lisbonne